# Acrolophus vespertilio
Acrolophus vespertilio är en fjärilsart som beskrevs av Edward Meyrick 1931. Acrolophus vespertilio ingår i släktet Acrolophus och familjen Acrolophidae. Inga underarter finns listade i Catalogue of Life.